# Malausma (plaats)
Malausma is een bestuurslaag in het regentschap Majalengka van de provincie West-Java, Indonesië. Malausma telt 5593 inwoners (volkstelling 2010).